# Pavel Simr
Pavel Simr (* 6. červenec 1983) je český fotbalový útočník, momentálně[kdy?] působící v týmu FC Velké Meziříčí.
K velkému prvoligovému fotbalu se dostal přes Jihlavu, kde v sezoně 2007/08 ve 14 zápasech nastřílel 8 branek. Vyhlédlo si ho tedy vedení Brna a do týmu ho angažovalo. Tam zatím za 6 zápasů branku nevstřelil.